# Hans-Werner Schock

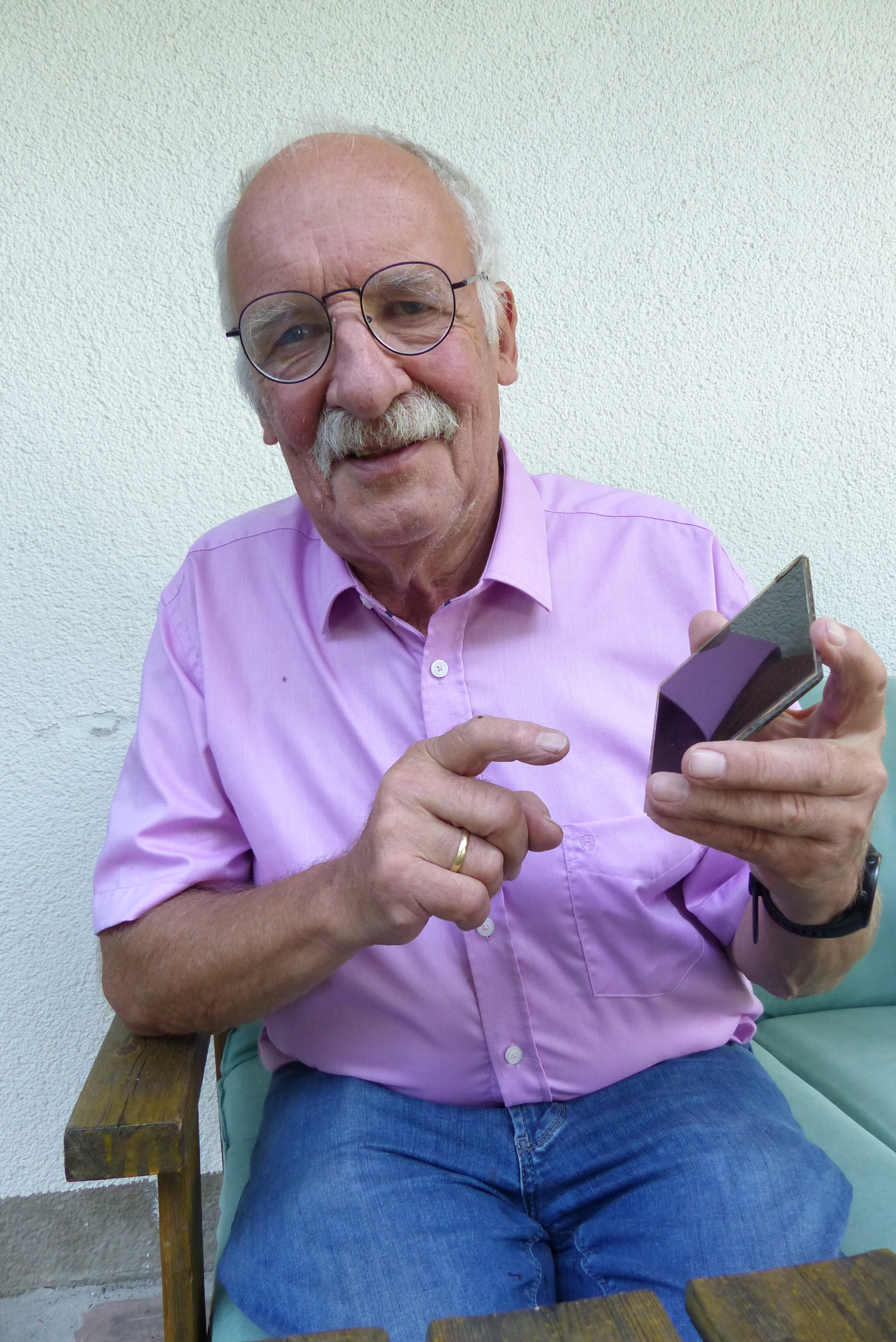
Hans-Werner Schock 2024

Hans-Werner Schock (* 10. Juli 1946 in Tuttlingen) ist ein deutscher Ingenieur der Elektrotechnik und Ingenieurwissenschaftler. Er wirkte drei Jahrzehnte am Institut für Physikalische Elektronik (IPE) der Universität Stuttgart (seit 2011 Institut für Photovoltaik) und war bis 2012 Direktor des Instituts für Technologie am Helmholtz-Zentrum Berlin für Materialien und Energie GmbH sowie Professor an der Technischen Universität Berlin. Schock ist als Experte für Dünnschicht-Technologien und Dünnschicht-Solarzellen bekannt. Für sein Lebenswerk und seine Pionierarbeit im Bereich der Photovoltaik-Forschung erhielt er 2010 den Becquerel-Preis der Europäischen Kommission.

## Leben und Wirken

### Ausbildung
Hans-Werner Schock wuchs in seiner Heimatstadt Tuttlingen auf. Er besuchte das dortige Gymnasium (heute Immanuel-Kant-Gymnasium) und legte im Frühjahr 1966 das Abitur ab. Nach seiner zweijährigen Bundeswehrzeit studierte er, einer frühen Neigung folgend, Elektrotechnik an der Universität Stuttgart und schloss das Studium 1974 als Diplomingenieur ab.
1978 heiratete er Johanna, geborene Lang. Aus der Ehe gingen drei Kinder hervor.

### Berufliche Laufbahn
Ab 1974 konzentrierte sich Schocks Arbeit am IPE verstärkt auf die Verbesserung von Dünnschicht-Solarzellen, als diese Technologie noch in ihren Anfängen steckte. Im Jahr 1982 wurde er wissenschaftlicher Leiter der Forschungsgruppe „Polykristalline Dünnschicht-Solarzellen“, eine Funktion, die er bis 2004 innehatte. Parallel dazu war er beratend tätig am 1988 gegründeten Zentrum für Sonnenenergie und Wasserstoff-Forschung Baden-Württemberg (ZSW). Einer der Gründer dieser Forschungseinrichtung war der Direktor des IPE und Schocks späterer Doktorvater Werner H. Bloss (1930–1995), ein Pionier der Solarenergieforschung mit Schwerpunkten in der Photovoltaik, speziell auf dem Gebiet der Dünnschicht-Solarzellen. 1986 wurde Schock zum Dr.-Ing. promoviert über das Thema „Analyse und Optimierung des Aufdampfvorgangs zur Herstellung halbleitender Dünnschichten aus II-VI-Verbindungen für Dünnschichtsolarzellen“.
Schock leitete mehrere Forschungsprojekte am Institut und war seit 1984 Koordinator von EU-Projekten für die Entwicklung von Dünnschicht-Filmen, Dünnschicht-Solarzellen und Dünnschicht-Elektrolumineszenz. In jahrzehntelanger Arbeit baute er ein europäisches Netzwerk an Fachleuten auf, das unter seiner Leitung die Forschung an Dünnschicht-Solarzellen vorantrieb und deutliche Fortschritte in deren Wirkungsgrad erzielte.
Nach der Wende war Schock beteiligt an Projekten der Internationalen Vereinigung zur Förderung der Zusammenarbeit mit Wissenschaftlern aus den GUS-Staaten der früheren Sowjetunion (INTAS), die sich zum Ziel gesetzt hatte, wissenschaftliche Institute und Universitäten dieser Staaten mit der westlichen Forschungslandschaft zu verbinden.
Im Jahr 2000 arbeitete Schock als Research Scholar (Forschungs-Stipendiat) am Institute of Energy Conversion auf Einladung der University of Delaware, Newark, Delaware (USA).
Im Oktober 2004 folgte Hans-Werner Schock einem Ruf nach Berlin und war bis 2012 Direktor des Instituts für Technologie am Helmholtz-Zentrum Berlin für Materialien und Energie GmbH (bis 2009 Hahn-Meitner-Institut) und Bereichssprecher Solarenergieforschung.  2005 wurde er zum Honorarprofessor der Technischen Universität Berlin ernannt für seine Lehrtätigkeit im Bereich physikalische Elektronik, Energieumwandlung und Photovoltaik.
Für Schock war es ein großes Anliegen, die Grundlagenforschung im Bereich Dünnschicht-Technologie mit der industriellen Umsetzung zu verbinden und Firmen als Kooperationspartner für Forschungseinrichtungen zu gewinnen. Dazu gründete er 2008 zusammen mit Kollegen das Kompetenzzentrum Photovoltaik Berlin (PVcomB).

### Forschungsschwerpunkte
Schocks Arbeitsschwerpunkte lagen von Beginn an im Bereich der Photovoltaik. Er konzentrierte sich rasch auf das Gebiet der polykristallinen Halbleiter, kombiniert aus den chemischen Elementen der II., III. und VI. Hauptgruppen. Sein besonderes Augenmerk lag dabei auf der Materialforschung und -analyse. Als Halbleitermaterialien dienten in den 1970er Jahren zunächst Verbindungen wie Kupfersulfid (Cu2S) und Cadmiumsulfid (CdS).
Bereits in den 1980er Jahren fanden die ersten Pilot-Projekte zu Chalkopyrit basierten Solarzellen statt, die die Solarenergie effizienter und kostengünstiger machen sollten. Solche Solarzellen bestehen beispielsweise aus Kupfer-Indium-Sulfid oder -Selenid.
Zusätzlich konzentrierte sich seine Forschung auf die vielversprechenden CIGS-Solarzellen mit Halbleitern aus einem Mischkristallsystem wie Kupfer-Indium-Gallium-Diselenid/Disulfid, Cu(In,Ga)(Se,S)2, um ihnen den Weg zur Marktreife zu ebnen. Der Indium- bzw. Gallium-Zusatz erwies sich als Stabilitätsfaktor und verhalf mit zum Durchbruch. Vor allem durch die Verbesserung der Zusammensetzung und Struktur sowie der Beschichtungstechnik der nur wenige Mikrometer dünnen Halbleiterschichten konnten die Wirkungsgrade deutlich gesteuert werden. So wurde dieser Solarzellentyp durch sein geringes Gewicht und seine Flexibilität (beispielsweise geeignet für Solarfassaden, flache Dächer und große Freilandsolaranlagen) für industrielle Hersteller interessant. Auch in der Raumfahrt gewinnen diese Solarzellen immer mehr an Bedeutung, nicht zuletzt wegen der erhöhten Strahlungsbeständigkeit.
In dieser Zeit entwickelte sich die interdisziplinär arbeitende Stuttgarter Forschungsgruppe am IPE zu einer der weltweit führenden Gruppen in dieser Technologie.
Nach seinem Wechsel nach Berlin konzentrierten sich Schocks Forschungen am dortigen Helmholtz Zentrum (HZB) mit seiner Spitzenausstattung und optimalen Arbeitsbedingungen (Zugang zum BESSY Synchrotron) weiterhin auf die Untersuchung neuer Materialkombinationen mit häufig vorkommenden und umweltfreundlicheren Elementen wie Zinn und Zink, die preiswerter und besser recycelbar sind. Diese sogenannten CZTS-Zellen (Cu2(Zn,Sn)(Se,S)4) sind auch bekannt als Kësterit-Solarzellen. Die unter seiner Leitung am HZB weiterentwickelten Solarzellen, darunter auch CIS-Solarzellen, erzielten in ihrem Wirkungsgrad Spitzenwerte im internationalen Vergleich, nicht zuletzt auch dank der intensiven Kooperation mit Forschungseinrichtungen in Deutschland und Europa.
Schock ist Erfinder oder Miterfinder von zehn Patenten (deutsche, europäische und US-Patente) zur Herstellung von Dünnschichtsolarzellen, ihrer Halbleiter, der Entwicklung von Verdampfern für Beschichtungsprozesse sowie Verfahren zur Bestimmung der stofflichen Zusammensetzung von optisch dünnen Schichten.
Schock pflegte die internationale Zusammenarbeit, trieb europaweit die Entwicklung von Dünnschichtsolarzellen voran und war Mitorganisator von Photovoltaik-Konferenzen und Symposien der Materials Research Society und der European Materials Research Society sowie Vorsitzender der „International Conference on Ternary and Multinary Compounds (ICTMC)“ 1995 in Stuttgart und 2008 in Berlin.
Über die Jahrzehnte folgte Hans-Werner Schock zahlreichen Einladungen zu Vorträgen auf internationalen Konferenzen weltweit sowie zu Kolloquien von Universitäten und Forschungsinstituten in Deutschland und Europa. Zudem war Schock Mitglied von Programm-Komitees der Europäischen Photovoltaik Solarenergie Konferenzen und anderer internationaler Photovoltaik-Konferenzen. Damit verbunden waren Gutachter-Tätigkeiten bei europäischen und nationalen Forschungsprogrammen.
Im Rahmen seiner Forschungstätigkeit in Stuttgart und seiner Professur in Berlin betreute Schock zahlreiche Doktoranden.
Hans-Werner Schock ist Autor oder Mitautor von Büchern und von weit über 300 Fachbeiträgen in Zeitschriften, Büchern und Tagungsbänden. Google Scholar nennt für diese mehr als 27 000 Zitierungen. Zudem war er Mitherausgeber verschiedener Publikationen, beispielsweise der Fachzeitschrift „Progress in Photovoltaics Research and Application“.
Im Juli 2012 trat Schock in den Ruhestand, pflegt aber weiter sein kollegiales Netzwerk und den wissenschaftlichen Austausch. Anfänglich betätigte er sich auch noch als unabhängiger Berater für Institute, beispielsweise crystalsol, eine Ausgründung der Technischen Universität Tallinn (TUT) sowie als Gutachter für nationale Forschungsprogramme in Europa.

### Ehrungen
- 1975: Preis der Freunde der Universität Stuttgart (verliehen für seine Diplomarbeit über die „Elektronenstrahlabtastung von lichtemittierenden Dioden und deren Basismaterialien“).[2][5]

- 2010: Becquerel-Preis der Europäischen Kommission für seine Leistungen auf dem Gebiet der Photovoltaik und der Entwicklung der CIGS-Dünnschicht-Solarzellen, verliehen in Valencia, Spanien.[15][16]

- 2013: Ehrendoktorwürde der Technischen Universität Tallinn in Estland für seine Beiträge bei der Integration der TUT in die westliche Forschungswelt nach dem Fall des Eisernen Vorhangs 1990.[13][17]

## Veröffentlichungen (Auswahl)
Quellen:
- mit Roland Scheer: Chalcogenide Photovoltaics: Physics, Technologies, and Thin Film Devices. Wiley-VCH Verlag, Weinheim 2011, ISBN 978-3-527-31459-1.
- mit Adolf Goetzberger, Christopher Hebling: Photovoltaic Materials, History, Status and Outlook. In: Materials Science and Engineering Reports. Band 40, 2003, S. 1–46.

- mit Rommel Noufi: CIGS-based Solar Cells for the Next Millenium. In: Progress of Photovoltaics. Band 8, Wiley, 2000, S. 151–160.

- mit Uwe Rau: Electronic Properties of Cu(In,Ga)Se2 Solar Cells - Recent Achievements, Current Understanding, and Future Challenges. In: Applied Physics A. Band 69. Springer Verlag, 1999, S. 131ff.

- mit Thomas Walter, Rainer Herberholz, C. Müller: Determination of Defect Distributions from Admittance Measurements and Application to Cu(In,Ga)Se2 Based Heterojunctions. In: Journal of Applied Physics. Band 80, 1996, S. 4411–4420.

- mit Bernhard Dimmler: Scaling-up of CIS Technology for Thin-film Solar Modules. In: Progress of Photovoltaics, Research and Applications Band 4, 1996, S. 425–433.

- High Efficiency Polycrystalline Thin Film CuInSe2 and CuInS2 Based Solar Cells. In: Optoelectronics – Devices and technology. Band 9, 1994, S. 511ff.

- CuInSe2 and related materials for thin film solar cells. In: Advances in Solid States Physics. Band 34, 1994, S. 147ff.

- Dünnschichtsolarzellen aus Kupfer-Indium-Diselenid. In: Photovoltaik –Strom aus der Sonne. C. F. Müller Verlag GmbH, Heidelberg 1994, S. 36ff.

- CuInSe2 and Other Chalcopyrite-Based Solar Cells. In: MRS Bulletin, October 1993, Band 42, 1994.

- mit Dieter Schmid, Martin Ruckh, F. Grunwald: Chalcopyrite/Defect Chalcopyrite Heterojunctions on the Basis of CuInSe2. In: Journal of Applied Physics. Band 73, 1993, S. 2902–2909.

- mit R. H. Mauch, Karl-Otto Velthaus, G. Bilger: High efficiency SrS, SrSe:CeCl3 – based thin film Electroluminescent devices. In: Journal of Crystal Growth. Band 117, 1992, S. 964ff.

- Preparation of Eu –doped and EuCl3 –doped CaS-based thin film electroluminescent devices. In: Acta polytechnica Scandinavica Applied Physics. 1990, S. 227ff.

- mit Werner H. Bloss, Fritz Pfisterer: Polycrystalline II-VI-Related Thin Film Solar Cells. In: Advances in Solar Energy. Band 4. Plenum Publishing Corporation, New York 1988, S. 201ff.

- mit Werner H. Bloss: Cu2S-CdS Thin Film Solar Cells. In: Nato Advanced Study Institutes Series B. Band 69. Plenum Press, New York 1981.

- mit M. K. Mukherjee, Fritz Pfisterer, Gert H. Hewig, Werner H. Bloss: Shape of the p-n Junction and Crystalline Structure of CuxS-CdS Thin Film Solar Cells. In: Journal of Applied Physics. Band 48, 1977, S. 1538ff.